# کریم‌آباد (بهاباد)
کریم‌آباد روستایی در دهستان جلگه بخش مرکزی شهرستان بهاباد استان یزد ایران است.

## جمعیت
بر پایه سرشماری عمومی نفوس و مسکن در سال ۱۳۹۵ جمعیت این روستا ۶۶۵ نفر (۲۰۵خانوار) بوده‌است.